# 울지공

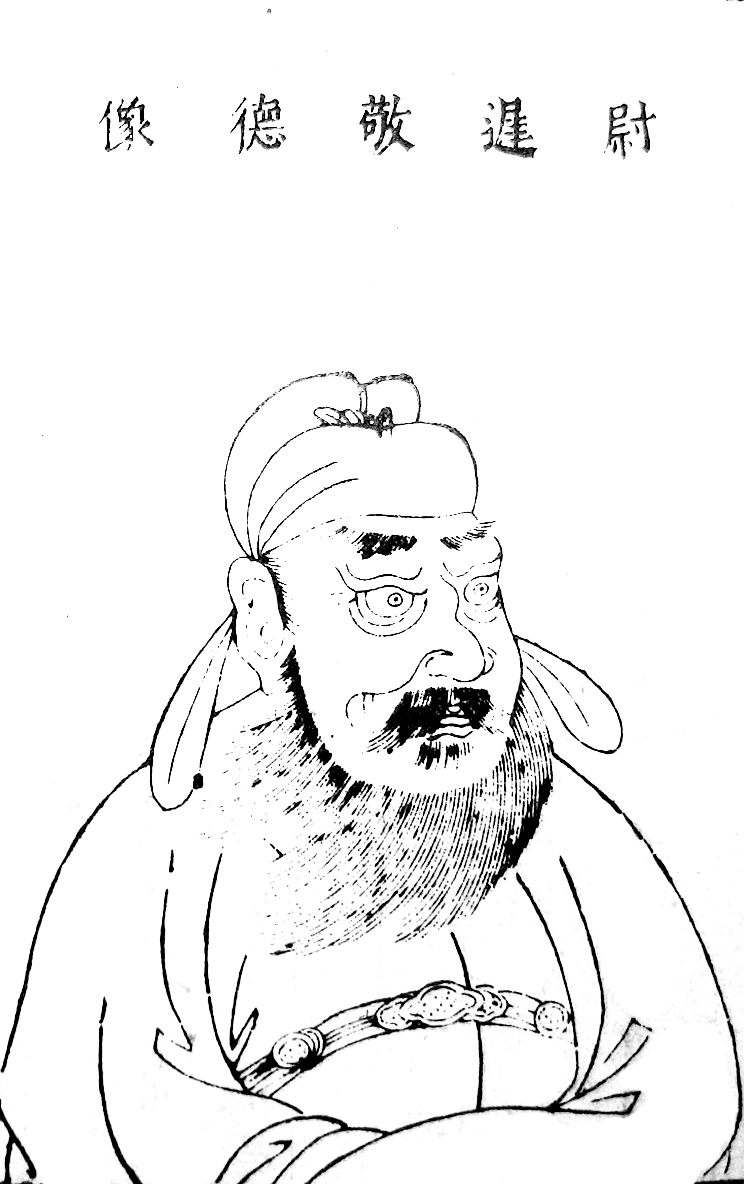
울지공

울지공(尉遲恭, 585년 ~ 658년) 또는 위지공은 중국의 당나라 초기의 무장이다. 자는 경덕(敬德)이며, 삭주(朔州) 선양현(善陽縣) 출신이다.
능연각(凌煙閣) 24공신 중 한 사람이며, 진경(秦瓊)과 함께 문배(門排)에 자주 등장하기도 한다.

## 생애
수 양제 시절인 대업(大業) 말년에 종군하였으며, 적송백(翟松柏)과 유보강(劉寶强)을 토벌하는 등의 공을 세워 조산대부(朝散大夫)가 되었다.
617년 유무주(劉武周)가 반란을 일으키자 휘하로 들어가 편장(偏將)으로 임명되었으며, 619년 송금강(宋金剛)과 함께 남진하여 진주(晉州)와 회주(澮州)를 함락시킨 뒤 이효기(李孝基)가 이끄는 부대를 격파하고 독고회은(獨孤懷恩)과 당검(唐儉) 등을 포획하였다.
620년 이세민(李世民)이 백벽(柏壁)에서 유무주를 정벌하자 잔당들을 이끌고 개휴(介休)를 사수하였으며, 이세민이 이도종(李道宗)과 우문사급(宇文士及)를 사신으로 보내 투항을 권유하자 심상(尋相)과 함께 투항하였다. 621년 이적(李勣) 등과 함께 두건덕(竇建德)의 대군에 대승하는 데 크게 공헌했으며, 626년 현무문의 변(玄武門之變) 당시 이원길(李元吉)을 화살로 쏘아 죽이는 등의 공을 세웠으며, 이연(李淵)이 이세민을 황태자로 삼고 양위하게 하는 데 일조하였다.
627년 우무후대장군(右武侯大將軍)으로 임명되었으며, 돌궐의 침입을 받자 경주도행군총관(涇州道行軍總管)을 역임해 경양현(涇陽縣)에서 돌궐을 격파하였다. 하지만 장손무기(長孫無忌) 및 방현령(房玄齡) 등 조정 내 대신들과의 불화로 인해 629년 양주도독(襄州都督), 634년 동주자사(同州刺史), 637년 선주자사(宣州刺史) 및 악국공(鄂國公), 이후 부주도독(鄜州都督), 하주도독(夏州都督) 등으로 차례로 좌천되었다.
643년 개부의동삼사(開府儀同三司)가 되었으며, 고구려-당 전쟁 이후 관직에서 물러났다. 그 뒤에는 선인(仙人)의 길에 전념해 타인과의 교제를 끊고 방사술(房事術) 수행하였다. 658년 74세의 나이로 세상을 떠났으며, 사후 사도(司徒) 및 병주도독(幷州都督)으로 추증되었다. 시호는 충무(忠武)이며, 이세민의 무덤인 소릉(昭陵) 주변에 배장(陪葬)되었다.

## 울지공이 등장한 작품
- 《연개소문》(SBS, 2006년~2007년, 배우:박병훈)